# Kacura Maszakazu
Kacura Maszakazu (桂 正和; Hepburn: Katsura Masakazu; Fukui, 1962. december 10. –) japán mangarajzoló. Kacura legismertebb művei az Ai, a videólány, a Shadow Lady, a Zetman, a DNA², a Dream Fighter Wingman és az I"s.

## Pályája
Kacura Maszakazu már kiskorában szeretett rajzolni, ki eleinte hobbiként, majd barátai unszolására komolyabban is elkezdett foglalkozni a manga rajzolással. Először egy Tezuka Oszamu által megrendezett versenyen bukkant fel, amit meg is nyert a Transfer Student névre hallgató alkotásával. Habár saját bevallása szerint csak egy hi-fi berendezést akart, innentől fogva nem volt megállás.
Sokakkal ellentétben Kacura nem szegődött valamelyik híresebb mangaka asszisztensének, hanem saját maga akarta hiányosságait pótolni. Első sorozata a Wingman volt, mely a Sónen Jump magazinban jelent meg, ami 1985-ben ért véget, és tizenhárom kötetet valamint egy anime sorozatot is magának tudhatott. Ezek után betegsége miatt kórházba került, azonban mikor újra jelentkezett történeteivel, pár kötetnél többet egyik sem ért meg.
Következő nagy sikerét az 1989-ben megjelent Ai, a videólánynak köszönhette. A történet az egész világot - köztük Magyarországot is - meghódította, és sokan ezt tartják a mangaka első valódi sikerének. Az Ai stílusa Kacura védjegyévé vált, ami későbbi sikereihez is hozzájárult. A szerző egyedi módon elegyítette benne a dráma, a mahó sódzso és a vígjáték elemeit. A mű magában hordozta Kacura életfelfogását és gondolkodás módját is. A sorozat 15 kötetet ért meg, és 6 OVA részt is készítettek hozzá.
Ezek után ismét hullámvölgyhöz érkezett Kacura karrierje, aki a DNA² mangával jelentkezett, azonban csak az 5. kötetig jutott a génmanipulációval foglalkozó története. Ezek után a Shadow Ladyvel igyekezte meghódítani a közönséget 1995-ben. Ebben ötvözte a saját stílusát a nyugati képregényekre jellemző szuperhősnővel -akit Batmanről mintázott - és a képregényekre jellemző történetvezetéssel. De 3 kötet után ezt a történetet is be kellett fejeznie.
Azonban 1997-ben debütált az I"s címet viselő sorozata a Sónen Jump magazinban. Ez a történet egy egyszerű középiskolai romantikus vígjáték volt, mely mégis tele volt gyönyörű rajzokkal és Kacura stílusával. A történet a barátságról, szerelemről, hűségről és önfeláldozásról szólt. A manga 15 kötetet ért meg, és készült hozzá egy 2, majd 6 részes OVA sorozat.
A mangaka 2001-ben a Dr. Chambalee című rövid történettel, majd  a Zatman folytatásával foglalkozott, amiket már a Young Jump magazinban publikált.
Kacura jelenleg a K2K stúdióval - a rajzoló saját stúdiója, ami a saját nevéből származik (K= Ka, 2 = Cu (Two), R =Ra )- párhuzamosan dolgozik többféle grafikai munkán. Reklámoknak terveznek karaktereket és dizájnokat, és ezen kívül még animékhez, videojátékokhoz és kisebb történetekhez.